# (51599) Brittany
(51599) Brittany (2001 HR24) – planetoida z grupy pasa głównego asteroid okrążająca Słońce w ciągu 3,43 lat w średniej odległości 2,27 j.a. Odkryta 28 kwietnia 2001 roku.